# أزار لورانس
أزار لورانس (بالإنجليزية: Azar Lawrence)‏ هو عازف جاز أمريكي، ولد في 2 نوفمبر 1953 في لوس أنجلوس في الولايات المتحدة.

## وصلات خارجية
- أزار لورانس على موقع ميوزك برينز (الإنجليزية)
- أزار لورانس على موقع أول ميوزيك (الإنجليزية)
- أزار لورانس على موقع ديسكوغز (الإنجليزية)